# موقر
موقر ممکن است به یکی از این اشخاص اشاره داشته باشد:
- حسین خان موقر   سیاستمدار در مجلس شورای ملی
- مجید موقر   سیاستمدار مجلس شورای ملی
- محسن موقر  سیاستمدار
- علی موقر سیاستمدار